# Batpoort
De Batpoort was een 17e-eeuwse stadspoort langs de rivier de Maas in de Nederlandse stad Maastricht. De poort was onderdeel van een kleine uitbreiding van de eerste stadsmuur van Maastricht en was gelegen ten oosten van de Eikelstraat, waar de Vissersmaas overgaat in Het Bat. De Batpoort verving omstreeks 1640 de rond die tijd gesloopte Visserspoort. De poort werd in 1849 afgebroken voor de aanleg van het Kanaal Luik-Maastricht.

## Geschiedenis

### Bouw eerste middeleeuwse stadsmuur en Visserspoort

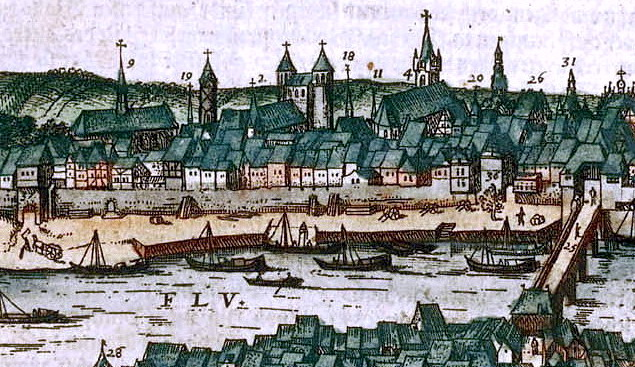
Het Bat vóór de ommuring van de Vissersmaas (Simon de Bellomonte, ca. 1570)

In 1229 gaf de hertog van Brabant aan de Maastrichtenaren toestemming om een stenen muur om de stad te bouwen. Eerder was er al een aarden wal opgeworpen met daarop palissaden, maar deze was door de bisschop van Luik, medeheer van het tweeherige Maastricht, verwoest tijdens het Beleg van Maastricht (1204). Waarschijnlijk werd in 1229 begonnen met de bouw van stenen stadspoorten en waltorens, met elkaar verbonden door aarden wallen die in de loop van de 13e eeuw geleidelijk versteend werden. De nieuwe muur op de linker Maasoever bestond uit kolenzandsteen, strekte zich uit over een lengte van ongeveer 2,4 kilometer, was 6 à 8 meter hoog en had in totaal dertien stadspoorten, twee waterpoorten en een onbekend aantal muurtorens. Van de grotere poorten is alleen de Helpoort overgebleven.
Op de linker Maasoever had de muur een lengte van ca. 800 m en telde zes stadspoorten en een wisselend aantal poternes. Vlak bij de middeleeuwse Maasbrug en de Vismarkt (tegenwoordig Vissersmaas) lag de Visserspoort. De poort was onderdeel van de eerste middeleeuwse stadsmuur, die zich aan deze kant van de stad naar het noorden toe langs de Maas uitstrekte in de richting van de Schuttenpoort en de brug en naar het zuiden toe in de richting van de Onze-Lieve-Vrouwepoort. Tussen laatstgenoemde poort en de brug lag een loskade, die met een Waals woord het Bat werd genoemd. Op het stadspanorama van Simon de Bellomonte uit omstreeks 1570 is de Visserspoort te zien als een eenvoudige poortopening in de stadsmuur. Op de plattegrond van Maastricht in de Atlas van Loon uit 1652, gebaseerd op een 16e-eeuwse kaart van Braun en Hogenberg, is de situatie ter plaatse vrijwel zeker incorrect weergegeven.

### Ommuring Vissersmaas en bouw Batpoort
Begin 17e eeuw was er behoefte om de Vismarkt uit te breiden. Besloten werd om een deel van het buiten de muren gelegen Bat ten zuiden van de Maasbrug te ommuren en dit aan de Vismarkt toe te voegen. De stadsmuur werd als het ware enkele tientallen meters oostwaarts verschoven, richting Maas. Het nieuwe stukje ommuurde stad had een naar het zuiden gerichte poort, de Batpoort. De oude Visserspoort, die overigens vanaf eind 16e eeuw ook al werd aangeduid als Batpoort, werd tussen 1633 en 1645 gesloopt, evenals de Schuttenpoort.

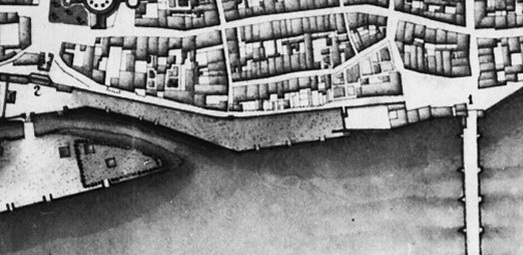
Omgeving Koolbat, Batpoort en Vissersmaas (Larcher d'Aubencourt, 1749)

Het uiterlijk van de Batpoort is in de loop van de ruim twee eeuwen van haar bestaan enkele malen gewijzigd. Op 19e-eeuwse tekeningen is te zien dat de Batpoort een eenvoudige opening was in de zware bakstenen muur. De poortopening was met Naamse steen omlijst. De poort bezat oorspronkelijk een orgelhuisje of schotbalkhuisje, waarin het valhek zat, maar dit werd in 1774 verwijderd. Voor de poort bevond zich in 1689 een ophaalbrug over een gracht. De verbindingsweg tussen de poort en de Vismarkt moet een behoorlijke helling hebben gehad, aangezien het Bat een stuk lager lag dan de binnen de muren gelegen Vismarkt. Voor de poort bevond zich een avancée, die in 1840 werd versterkt met een van schietgaten voorziene muur.
Als secundaire stadspoort gaf de Batpoort vanaf de Houtmaas toegang tot de Maaskade, ter plaatse Koolbat genoemd, waar schepen konden aanleggen. De naam Koolbat is waarschijnlijk ontleend aan de steenkool die hier vanuit het Luikerland werd aangevoerd en opgeslagen. Op het stadspanorama van Bellomonte wordt de Onze-Lieve-Vrouwepoort (aan de zuidzijde van het Koolbat) Porta Carbonaria superior genoemd en de Jodenpoort Porta Carbonaria inferior (Hoge en Lage Koolpoort). Enigszins verwarrend werd ook de Wycker Waterpoort Koolpoort (en Batpoort!) genoemd.

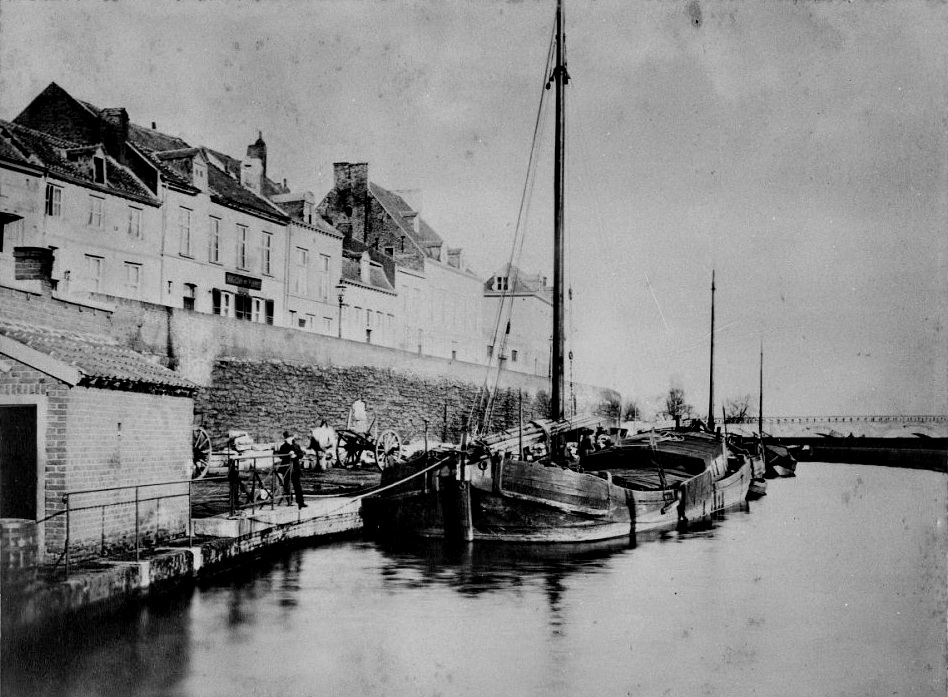
Het Kanaal Luik-Maastricht langs de Onze Lieve Vrouwewal (2e helft 19e eeuw)

### Sloop stadspoorten en ontmanteling vesting
In het midden van de 17e eeuw luidde de afbraak van de Leugenpoort en de Gevangenpoort op de Houtmarkt (voor de bouw van het Stadhuis van Maastricht) de teloorgang van de eerste stadsmuur in. Al eerder was de Veerlinxpoort wegens bouwvalligheid gesloopt. In de loop van de 18e eeuw verdwenen ook de meeste andere poorten van de eerste stadsomsluiting: in 1734 de Tweebergenpoort (deels), de Lenculenpoort en de Minderbroederspoort, in 1772 de Looierspoort.
Door de aanleg van het Kanaal Luik-Maastricht in 1845-'50 verdwenen ten noorden van de Sint Servaasbrug grote delen van de stadsmuur langs de Maas, inclusief de Molenpoort. Het ten zuiden van de brug gelegen tracé van het kanaal lag buiten de stadsmuur, maar door de steeds smaller wordende ruimte tussen muur en Maas, moest de Batpoort wijken. Zij werd in 1849 gesloopt en vervangen door een over het kanaal gebouwde, massieve tamboer. Het was een rechthoekig bouwwerk met een brede, rondbogige doorvaartopening voor het scheepvaartverkeer. Trappen aan beide zijden leidden naar het Bat en naar 't Wèlke, het dijkje tussen kanaal en Maas. De tamboer lag pal voor schutsluis nummer 5. De stenen van de eerder gesloopte Batpoort werden gebruikt voor de bouw van een tamboer bij de Onze-Lieve-Vrouwepoort. 
Na de opheffing van de vestingstatus in 1867 werd de vesting Maastricht in opdracht van het Ministerie van Oorlog ontmanteld, waarna de gronden werden overgedragen aan de Dienst der Registratie en Domeinen voor verdere sloop en herbestemming. De overgebleven stadspoorten, die onder de zeggenschap van het gemeentebestuur vielen, werden tussen 1867 en 1870 als eerste afgebroken. De afbraak van de stadsmuren ging nog door tot de jaren 1930. Door toedoen van Victor de Stuers en anderen bleven hier en daar delen van de eerste en tweede ommuring gespaard, zoals de Helpoort en omgeving. In 1869 werd de slechts 20 jaar oude 'tamboer van de Batpoort' gesloopt. In 1894 werd begonnen met het afbreken van de stadsmuur langs de Maas ten noorden van de Sint-Servaasbrug, waarbij onder andere de Jodenpoort, de laatst overgebleven Maaspoort op de linkeroever, onder de slopershamer viel. Een jaar later werden de restanten van de muur bij de voormalige Batpoort afgebroken. Het ten zuiden daarvan gelegen deel tussen de Eksterstraat en de Graanmarkt verdween pas tussen 1898 en 1904.

## Cultuurhistorisch erfgoed
Van de Batpoort is niets meer over. Bij de afbraak in 1849 vonden geen opgravingen of opmetingen plaats. Wel zijn relatief gedetailleerde tekeningen beschikbaar, onder anderen van Charles van der Noordaa en Philippe van Gulpen. De stadsmuur langs de Maas is in dit gedeelte van de stad verdwenen. Alleen de hoge trap voor het huis Het Bat 4, een rijksmonument, getuigt nog van de wal die hier ooit lag. Verder naar het zuiden bevindt zich een gerestaureerd stuk stadswal aan de Onze Lieve Vrouwewal. Alleen de straatnaam Het Bat herinnert ter plekke aan de poort en de kade, die het stadsbeeld in dit deel van Maastricht eeuwenlang bepaalden.

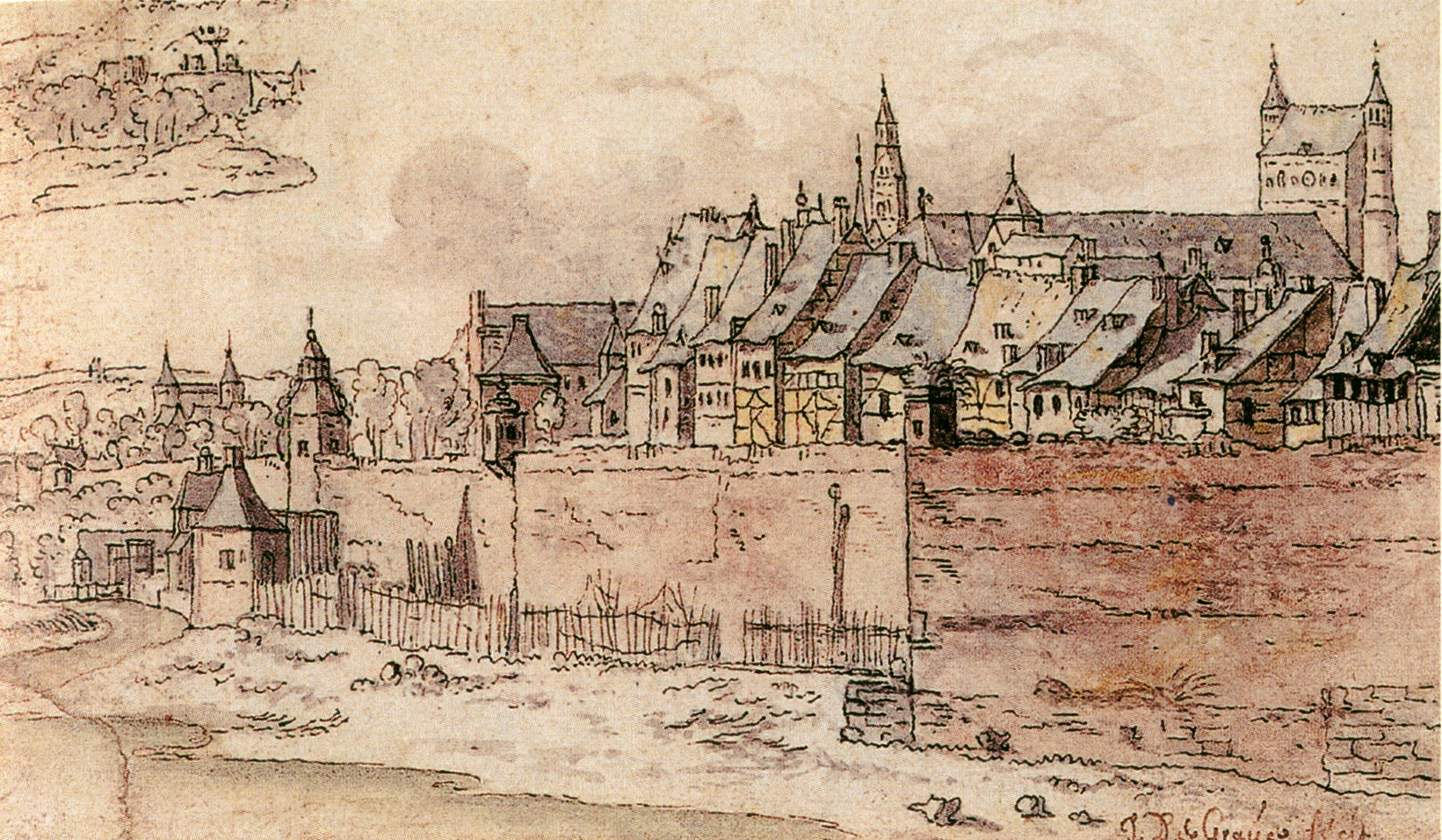
Hoek Maaskade bij Batpoort, gezien vanaf de brug (J. de Grave, 1670)
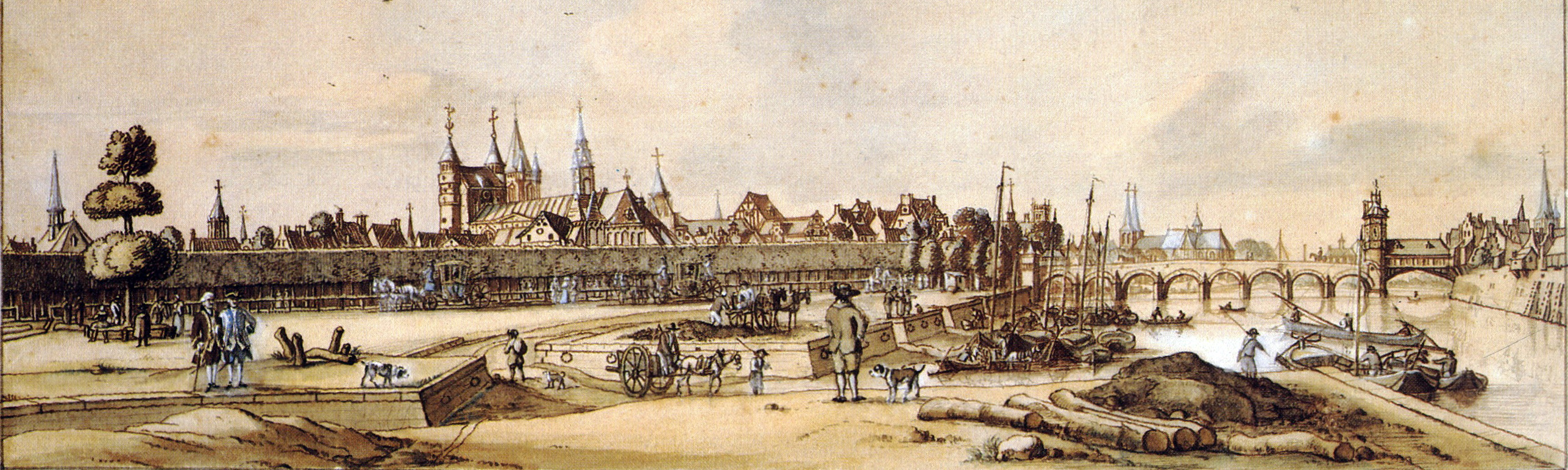
Het Bat vanuit het zuiden (J. de Beijer?, ca. 1740)
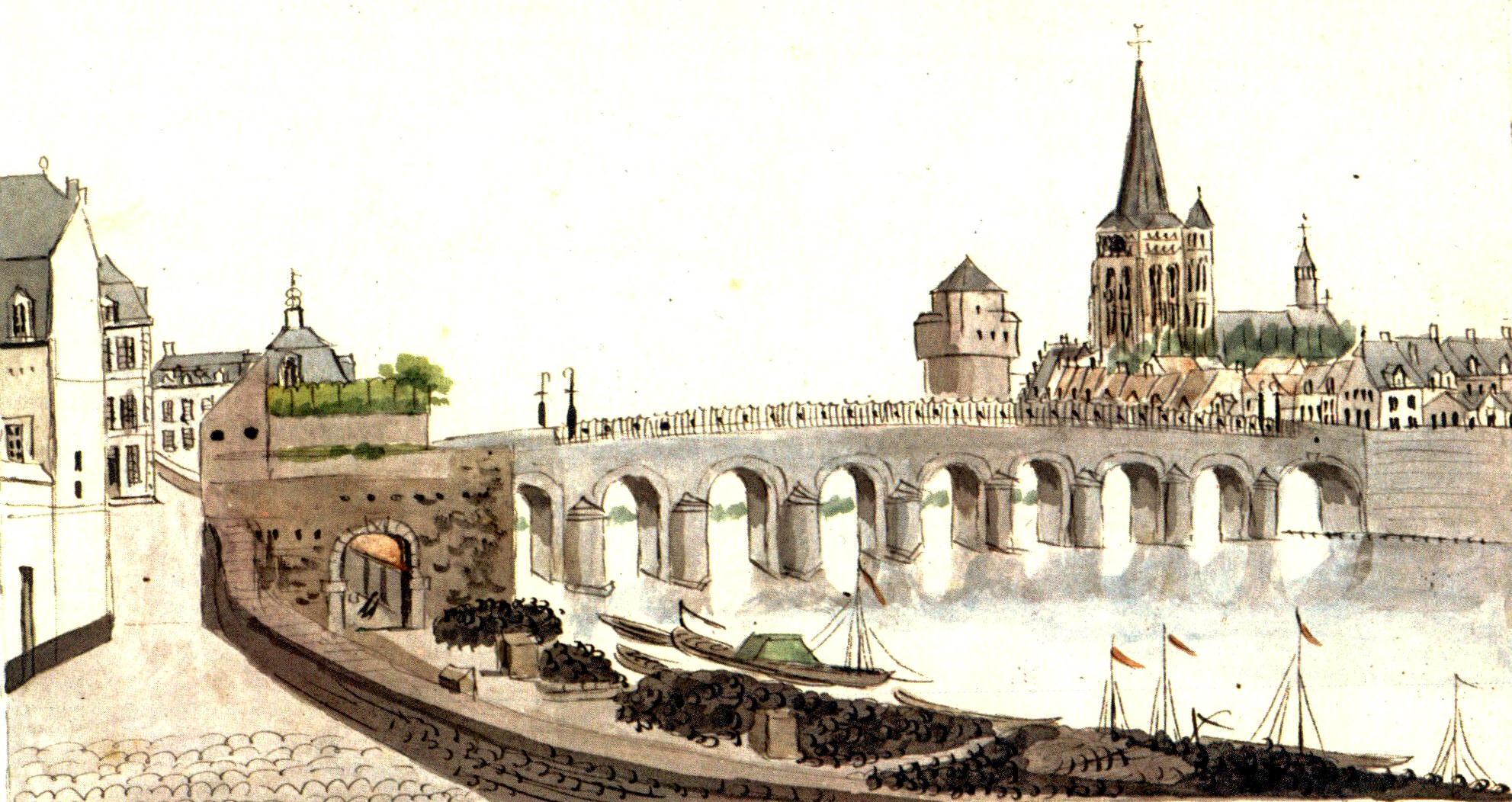
Zicht op het Bat en de Batpoort vanuit het zuiden (Ph. van Gulpen, ca. 1840)
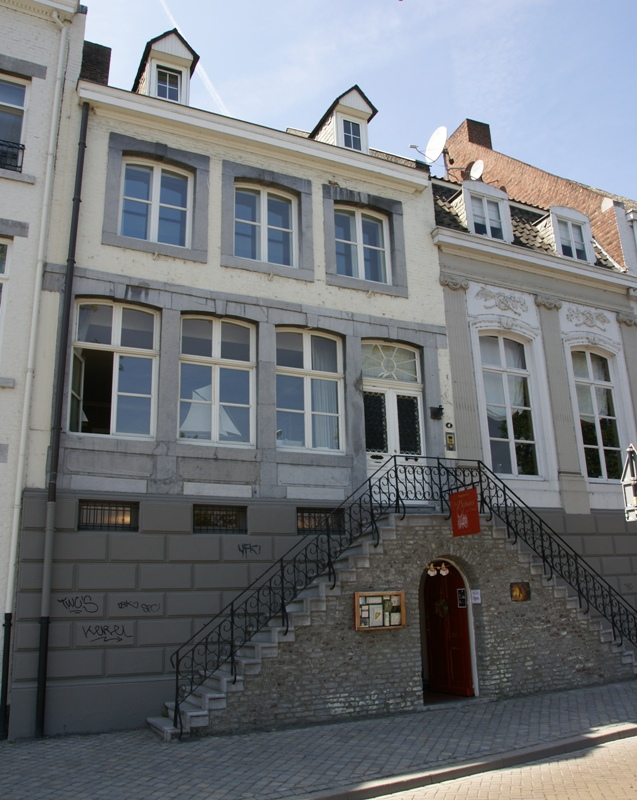
Het Bat 4 met trap die walhoogte aangeeft